# Miguel Díez de Armendáriz
Miguel Díaz de Armendáriz († 1551) fue un funcionario español en el Nuevo Reino de Granada. Cuarto regente de la Nueva Granada.

## Biografía
Tras ser destituido Montalvo de Lugo por Pedro de Ursúa y contando con el respaldo de conquistadores como Sebastián de Belalcázar, Díez entró a Santafé a imponer el orden de manera intransigente, principiando con la orden de ejecución de unos ciudadanos a los que sindicó sin pruebas de haber sido los causantes del incendio de la casa de Ursúa. 
Durante su periodo fue establecida la Real Audiencia y abierto el camino a la Costa Atlántica por la actual Villeta, ciudad fundada en su gobierno, al igual que las de Pamplona y Tudela de los Muzos. Cuando el licenciado Zurita llegaba a Santafé de Bogotá para residenciarlo, Díez evadió la medida, pero sustituido Zurita por Juan de Montaño, se hizo efectiva la pena en su contra, quedando Díez a merced tanto de su implacable juez como de aquellos que fueron víctimas de sus excesos como el licenciado Lancheros, uno de los señalados por el incendio de la casa de Ursúa y que sufrió prisión y maltrato físico. Regresó a España donde se enfrentó a un proceso, al final del cual se hizo sacerdote y murió en Sigüenza (Guadalajara) como canónigo.